# S/2011 (2001 XP254) 1
S/2011 (2001 XP254) 1, também escrito como S/2011 (2001 XP254) 1, é o objeto secundário do corpo celeste denominado de 2001 XP254. Ele é um objeto transnetuniano que tem cerca de 77 km de diâmetro e orbita o corpo primário a uma distância de 1 200 ± 100 km.

## Descoberta
S/2011 (2001 XP254) 1 foi descoberto no dia 11 de novembro de 2008 através do Telescópio Espacial Hubble e sua descoberta foi anunciada em 2011.